# Ruben van der Meer
 (octobre 2018).
Si vous disposez d'ouvrages ou d'articles de référence ou si vous connaissez des sites web de qualité traitant du thème abordé ici, merci de compléter l'article en donnant les références utiles à sa vérifiabilité et en les liant à la section « Notes et références ».
Ruben van der Meer (né le 2 juin 1970 à Amsterdam) est un acteur et chanteur néerlandais.

## Filmographie
- 1999 : The Delivery de Roel Reiné[2]
- 2000 : Rent a Friend de Eddy Terstall[3]
- 2002 : Soul Assassin de Laurence Malkin[4]
- 2011 : Taking Chances de Nicole van Kilsdonk : Hayo[5]
- 2011 : De president de Erik de Bruyn : Le présentateur[6]
- 2012 : Plan C de Max Porcelijn : Ronald Plasmeyer[7]
- 2015 : The Glorious Works of G.F. Zwaen de Max Porcelijn : Willem[8]
- 2015 : De Masters de Ruud Schuurman : Marco[9]
- 2015 : J. Kessels de Erik de Bruyn : Boontje[10]
- 2017 : Short But Sweet de Junaid Chundrigar

### Film musical
- 2016 : De Zevende Hemel (Officiële Soundtrack) (sorti le 14 novembre 2016)[11]